# Jiguli

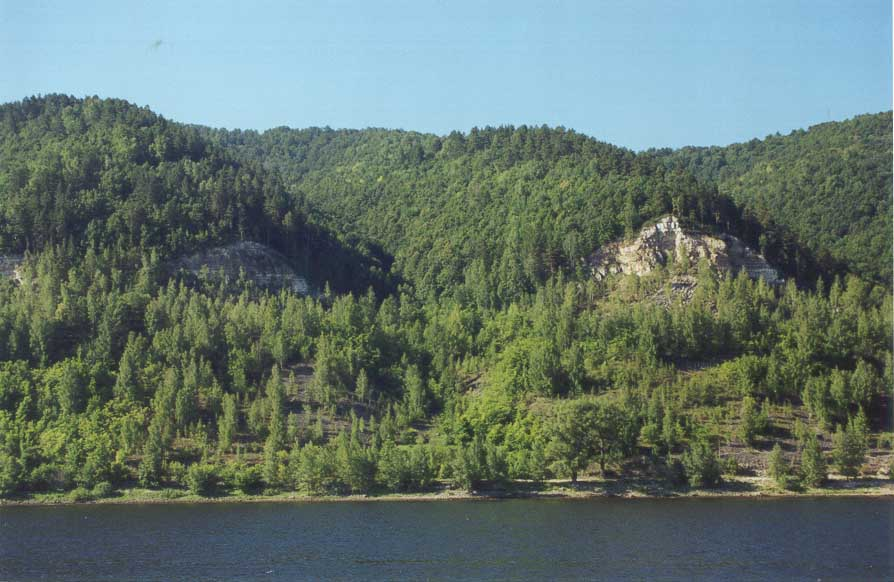
Jiguli, uma margem do Volga.

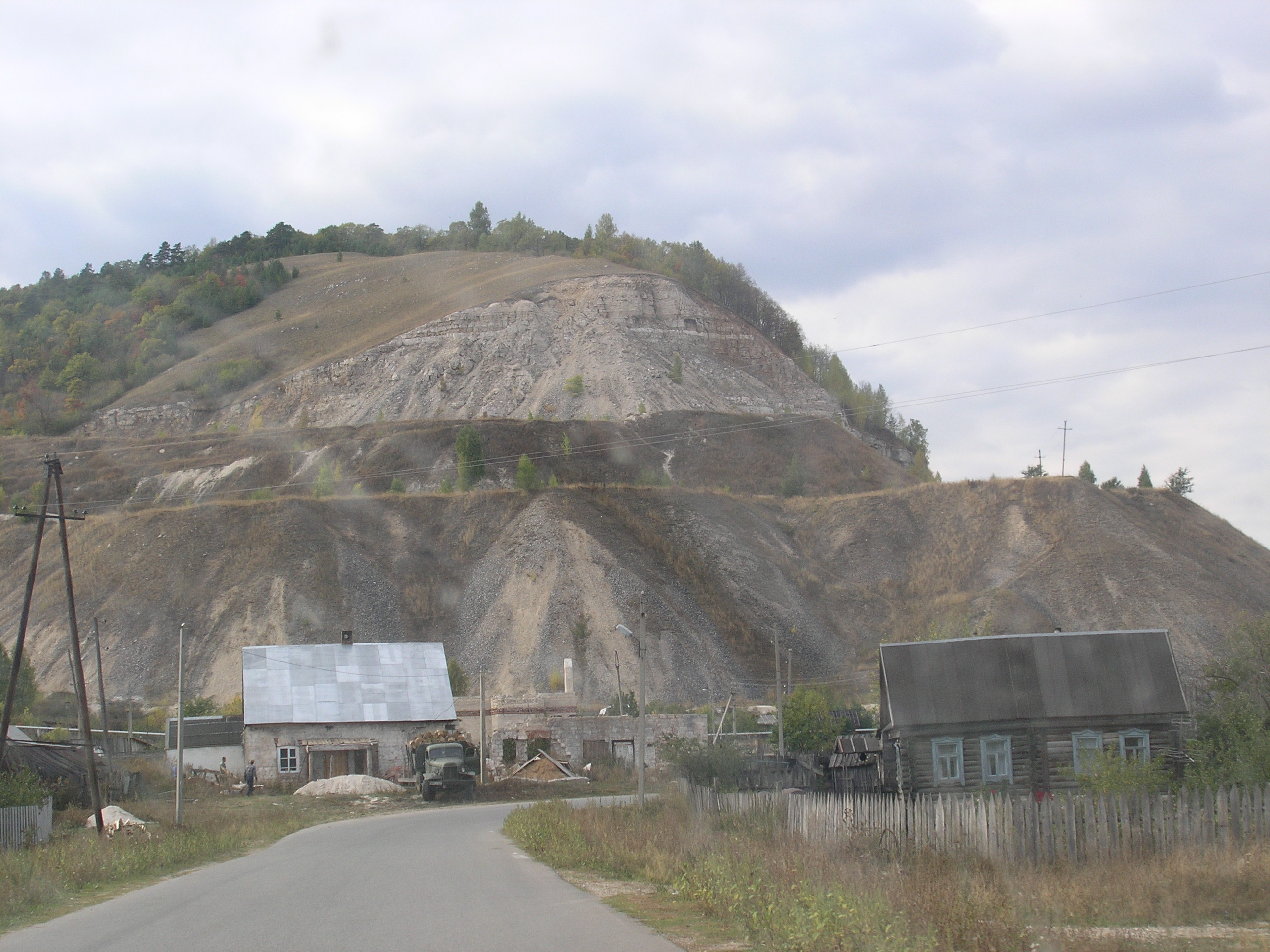
Jiguli perto da aldeia de Chiraievo.

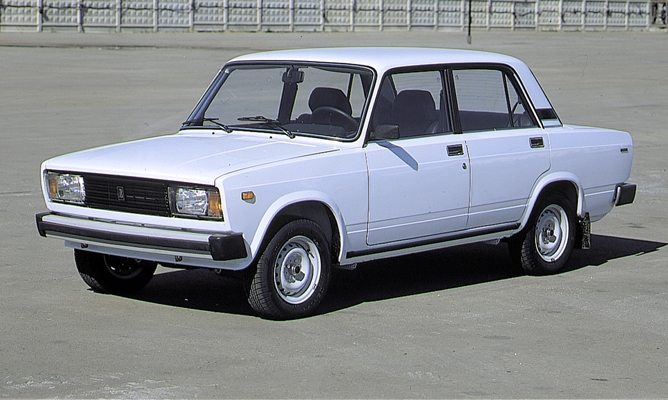
O automóvel Jiguli (VAZ-2105).

Jiguli (em russo: Жигули) é uma colina situada na península formada pela Curva de Samara, à beira direita do Rio Volga, localizada no Oblast de Samara, Rússia. O ponto mais alto da colina tem 375 metros de altitude. A ladeira norte é acentuada, enquanto ao sul possui um declive suave. 
Jiguli é ocupada principalmente pela Reserva Florestal de Jiguli e o Parque Nacional Samarskaya Luka. Entre a colina e o Volga está a cidade de Jigulhovsk.
A marca de carros de passeio mais vendida na União Soviética, em homenagem ao local, foi batizada de "Jiguli" (ou "Zhiguli", na transliteração anglófona). Esta marca pertence ao fabricante AvtoVAZ e seus automóveis foram produzidos com base na tecnologia fornecida pela FIAT, na década de 1970. Os automóveis destinados à exportação receberam a marca Lada, que passou a ser usada no mercado interno da União Soviética, além de ser vendida no Brasil.